# Marion du Faouët
Marie-Louise Tromel, dite Marion du Faouët ou Marie Finefont, née le 6 mai 1717 au Faouët (Morbihan), est la chef d'une troupe de brigands qui sévit en Cornouaille (Bretagne). Elle est pendue le 2 août 1755 sur la place Saint-Corentin à Quimper.

## Biographie

### Vie privée
Marion, troisième enfant de Félicien Tromel et d'Hélène Kerleau, est née le 6 mai 1717 dans le hameau de Porz-en-Haie, près du Faouët. Elle a deux frères aînés, François (1712) et Corentin (1714-1766), puis deux frères cadets, Louis (1719-1719) et René-Félicien, (1721-1731).
Marion a quatre filles de son mariage secret avec Henri Pezron mercier et brigand, né le 1er janvier 1714 à Quimperlé :
- Renée dite « Renette », née en 1735 à Inguiniel et décédée en 1735 à Lignol,
- Jeanne, née en 1737 à Saint-Caradec-Trégomel,
- Thérèse, née en 1740 à Saint-Caradec-Trégomel,
- Anne, née en 1745 à Saint-Tugdual et décédée en 1747 à Lignol

Son compagnon Henri Pezron est arrêté, soumis à la question et pendu à Rennes le 27 mars 1747.
Marion a un autre fils, Joachim, né en 1748, avec Maurice Penhoat, surnommé Jeannot, un jeune monnayeur de 18 ans, membre de la bande de brigands. L'enfant ne vit cependant que quelques heures.
Durant sa vie, Marion demeure en divers lieux du Morbihan (Port-Louis, Saint-Caradec-Trégomel, Le Faouët), mais aussi à Quimperlé (Finistère).

### Chef de bande
Marion commence sa carrière de bandit de grand chemin à l'âge de 23 ans, sur une grande partie de la Cornouaille. Elle a jusqu'à quarante hommes sous ses ordres, réunis dans la Compagnie Finefont. Les victimes sont dépouillées sans effusion de sang, et les voisins ou les pauvres sont épargnés. La bande attaque surtout des « étrangers » à la région et, en particulier, les marchands qui reviennent des foires ou des pardons.
La grotte du diable à Huelgoat, ou encore le manoir du Bodénou (Côtes-d'Armor) auraient été parmi les caches de la bande de brigands. Marion du Faouët aurait caché des trésors dans une partie inconnue du manoir.

### Arrestations et  condamnations

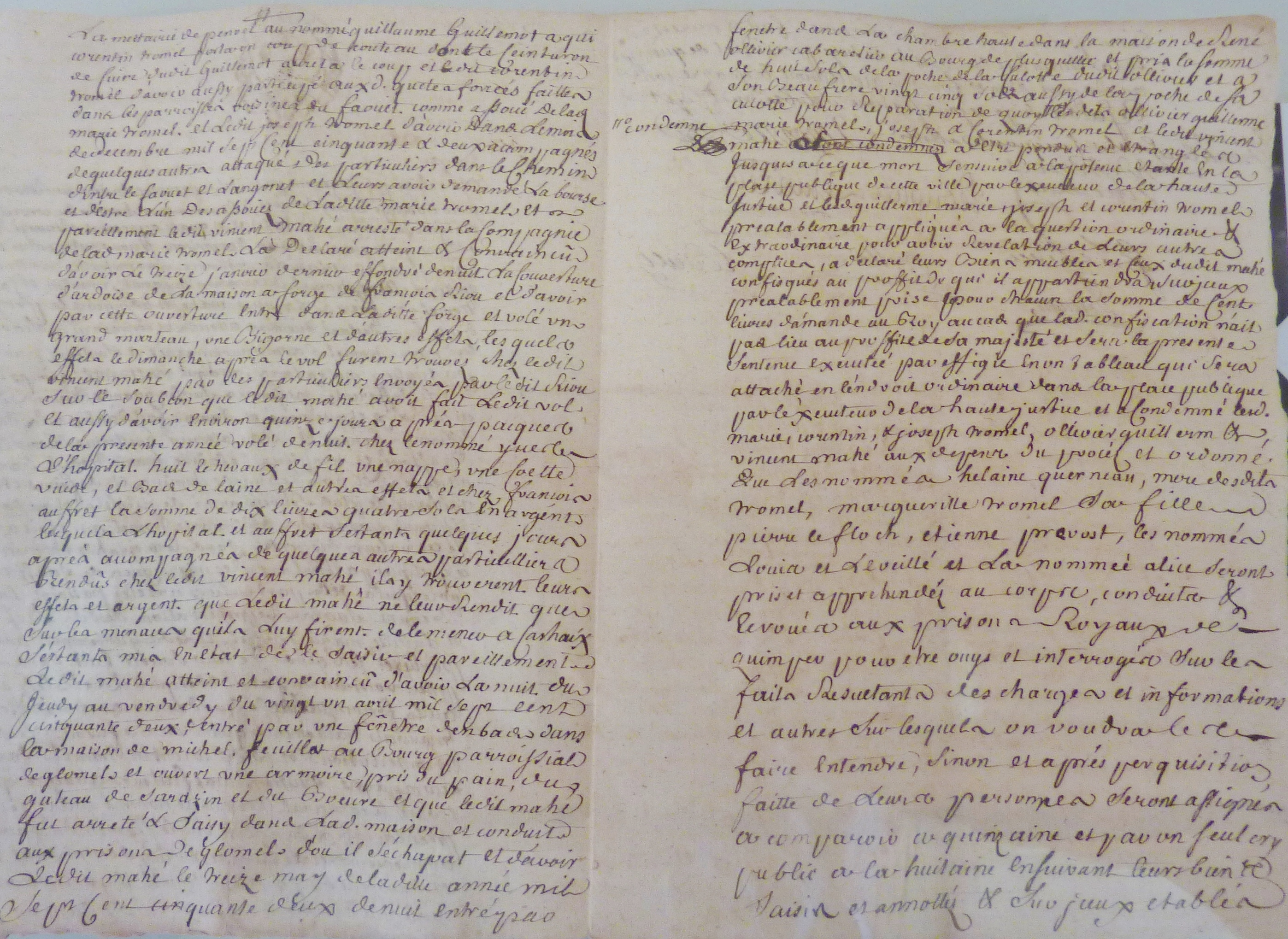
Sentence prononcée contre Marie Tromel (Marion du Faouët) et sa bande en 1753 (Archives départementales du Finistère).

Marion Tromel est arrêtée une première fois dans une ferme dans le village du Boterff (Ploërdut), à l'hiver 1746, en compagnie d'Henri Pezron dit Hanvigen, Nicolas Hirvoy et Jean Lepetitvin. Ils sont emprisonnés et jugés à Hennebont, et condamnés pour multiples vols à être pendus et étranglés. Faisant appel de la sentence, les condamnés sont transférés dans les prisons de Rennes le 18 mars 1747. Henri Pezron est soumis à la question ordinaire et extraordinaire ; il meurt le 27 mars 1747. Dans le procès-verbal de torture, il nie la participation de sa compagne dans les vols avec violence. Par arrêt du 28 mars 1747, elle est néanmoins condamnée à être « fustigée nue de verges par trois jours de marché », marquée au fer rouge de la lettre V (voleur) et bannie à perpétuité hors du ressort du parlement [de Rennes].
Marie Tromel, Olivier Guilherm, Marguerite Cariou et Vincent Mahé sont arrêtés le 2 juillet 1752 à Poullaouen et incarcérés à Carhaix, dans des prisons en mauvais état. Olivier Guilherm s'échappe dès les premiers jours. Les trois autres complices sont écroués à Quimper le 15 juillet 1752... mais Marie Tromel et Vincent Mahé s'évadent le 9 septembre 1752. Le présidial de Quimper les condamne (ainsi que Joseph et Corentin Tromel) par contumace le 6 octobre 1753 « à être pendus et étranglés jusqu'à ce que mort s'en suive ». Faute de prisonniers, des panneaux à leur effigie sont pendus à Quimper en exécution de la sentence.
C'est finalement dans une rue de Nantes, le 21 octobre 1754, que Marion du Faouët est arrêtée. Elle est réintégrée dans les prisons de Quimper. Bien que soumise à la question judiciaire, elle n'avoue rien et est condamnée à être pendue et étranglée par la prévôté de Quimper le 2 août 1755. La peine est exécutée le jour-même à 18 heures sur la place Saint-Corentin à Quimper. Marion du Faouët meurt à l'âge de 38 ans.

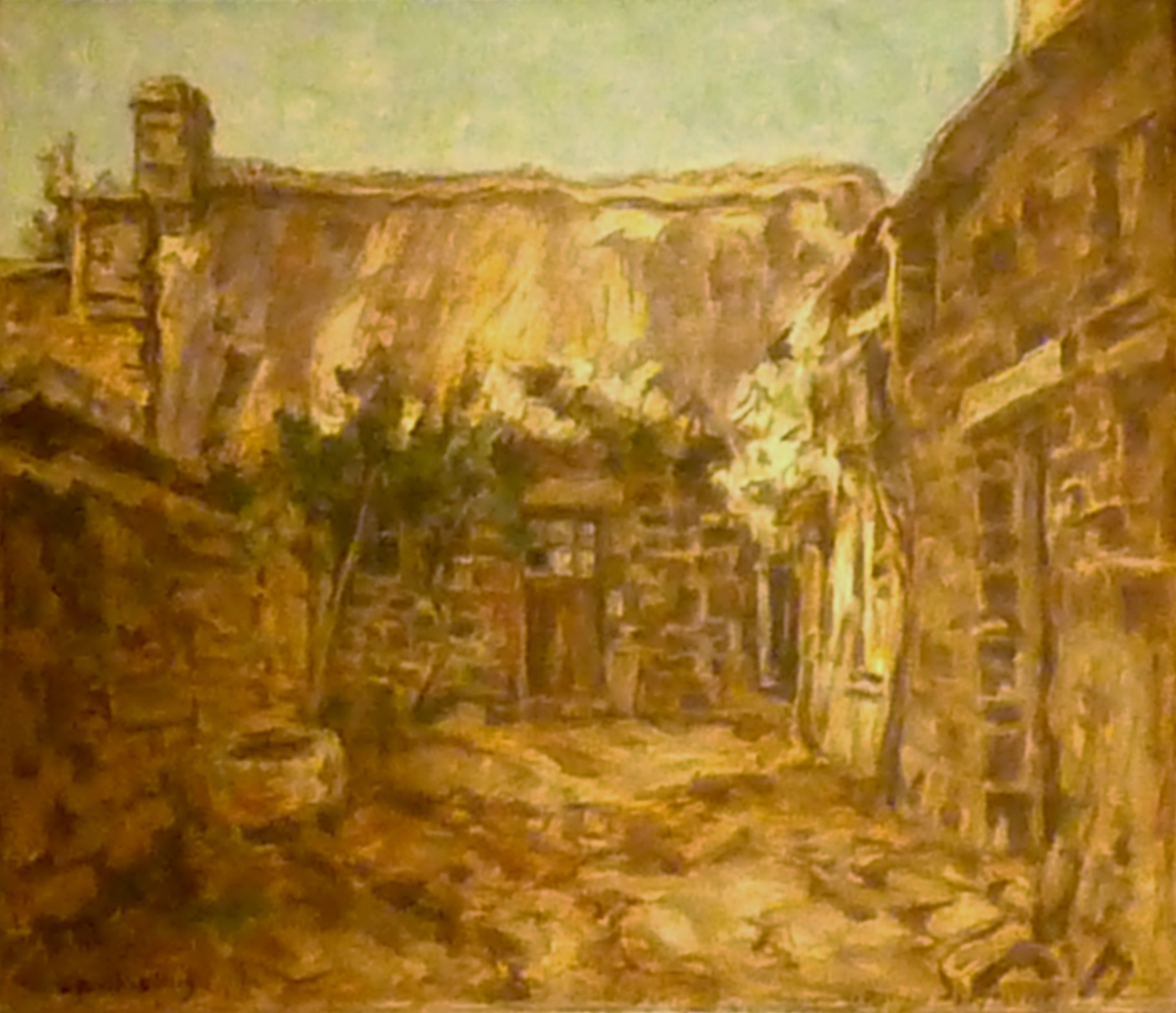
Germain David-Nillet : La maison de Marion du Faouët (vers 1913, huile sur toile, musée du Faouët).
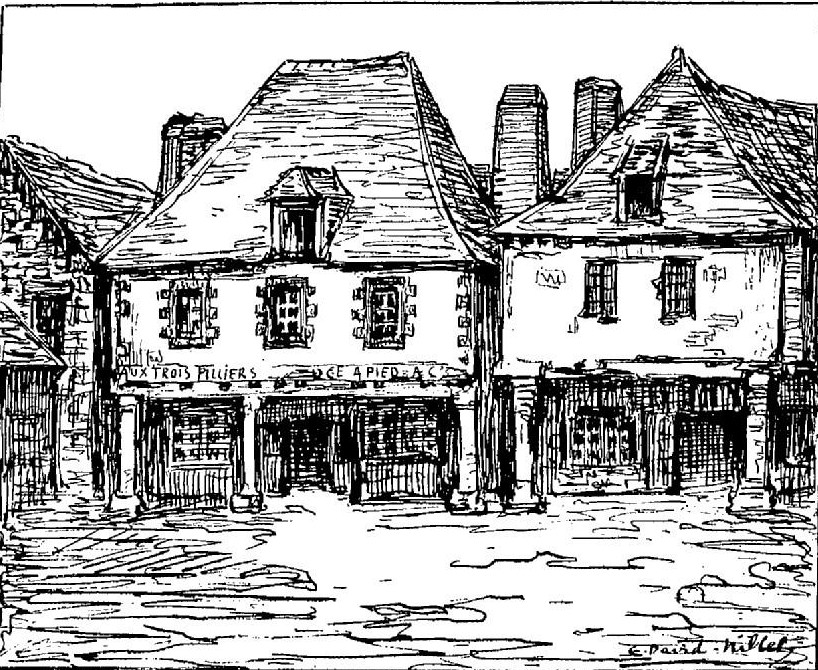
L'hôtel des Trois-Piliers du Faouët (détruit en 1878), lieu de réunion de la bande des Finefont.
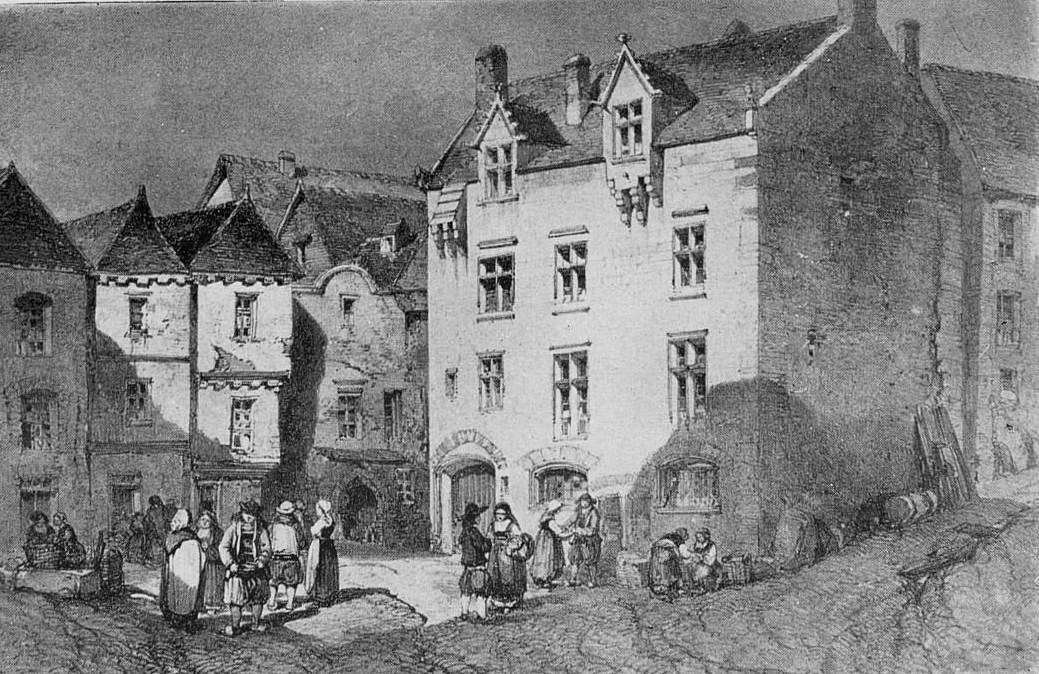
La Tour du Chatel, partie de la place Saint-Corentin, à Quimper, où fut exécutée Marion du Faouët.

### Le sort de ses complices
L'arrestation de Marion ne met pas fin aux activités de la Compagnie Finefont. De nombreux complices de Marion du Faouët survivent à son arrestation et à son exécution, et continuent leurs exactions.
L'un des membres de cette bande de voleurs, Guillaume Hémery, pilloteux, arrêté à la suite de ses nombreux vols, est emprisonné à Châteauneuf-du-Faou et jugé par la sénéchaussée locale. Il est condamné le 24 juillet 1763 à la question ordinaire et extraordinaire « pour avoir révélation de ses complices », « à faire amende honorable devant la porte de l'église de Châteauneuf-du-Faou, une torche de cire ardente à la main et un écriteau sur sa poitrine, à être ensuite rompu vif, enfin à expirer sur la croix de Saint-André, la face tournée vers le ciel ».
Il est effectivement torturé comme l'atteste le procès-verbal de torture du 7 décembre 1763 : « six fois, ses pieds, ses jambes sont exposés au feu torturant, six fois il gémit sous les cuisantes morsures des flammes » dans le cadre de la question ordinaire, et trois autres fois dans le cadre de la question extraordinaire», et finit par donner le nom de ses complices et reconnait « faire partie de la Compagnie de Marion du Faouët, qui a été pendue à Quimper ». Les épreuves du feu terminées, « on le mène, pieds nus, en chemise, sur la Place-aux-Bestiaux » et il est attaché sur une croix de Saint-André « les bras, les jambes écartées, la poitrine contre la croix » et « le bourreau levant sa barre de fer, commence à frapper les bras, les cuisses, les reins (...)». La face tournée vers le ciel, il agonise une partie de la nuit, et expire lentement, comme prescrit par le jugement.
Grâce à ses révélations obtenues sous la torture, plusieurs de ses complices sont arrêtés ; Pierre Bellec le 26 décembre 1764, puis Corentin Bellec, Corentin et Joseph Finefont, Jeanne Tromel, et même Guillaume Tromel, un enfant de 14 ans, et plusieurs autres, la plupart arrêtés au Faouët, sont écroués à Châteauneuf-du-Faou. Or cette prison est dans un terrible état de vétusté et on s'en échappe aisément, ce que font en novembre 1765 plusieurs des bandits arrêtés. L'un d'entre eux, Joseph Tromel, est repris à Port-Louis et reconduit à Châteauneuf-du-Faou. Finalement jugés à Rennes, Corentin et Joseph Tromel, ainsi que Pierre Bellec, sont condamnés aux mêmes sentences que Guillaume Hémery, et exécutés sur la place des Lices à Rennes. Le jeune Guillaume Tromel est condamné à assister au supplice et à être fouetté de verges un jour de marché sur la place de Châteauneuf-du-Faou. Jeanne Tromel, enceinte, est épargnée, et plusieurs complices condamnés aux galères à perpétuité ou pour de longues périodes 

### Postérité

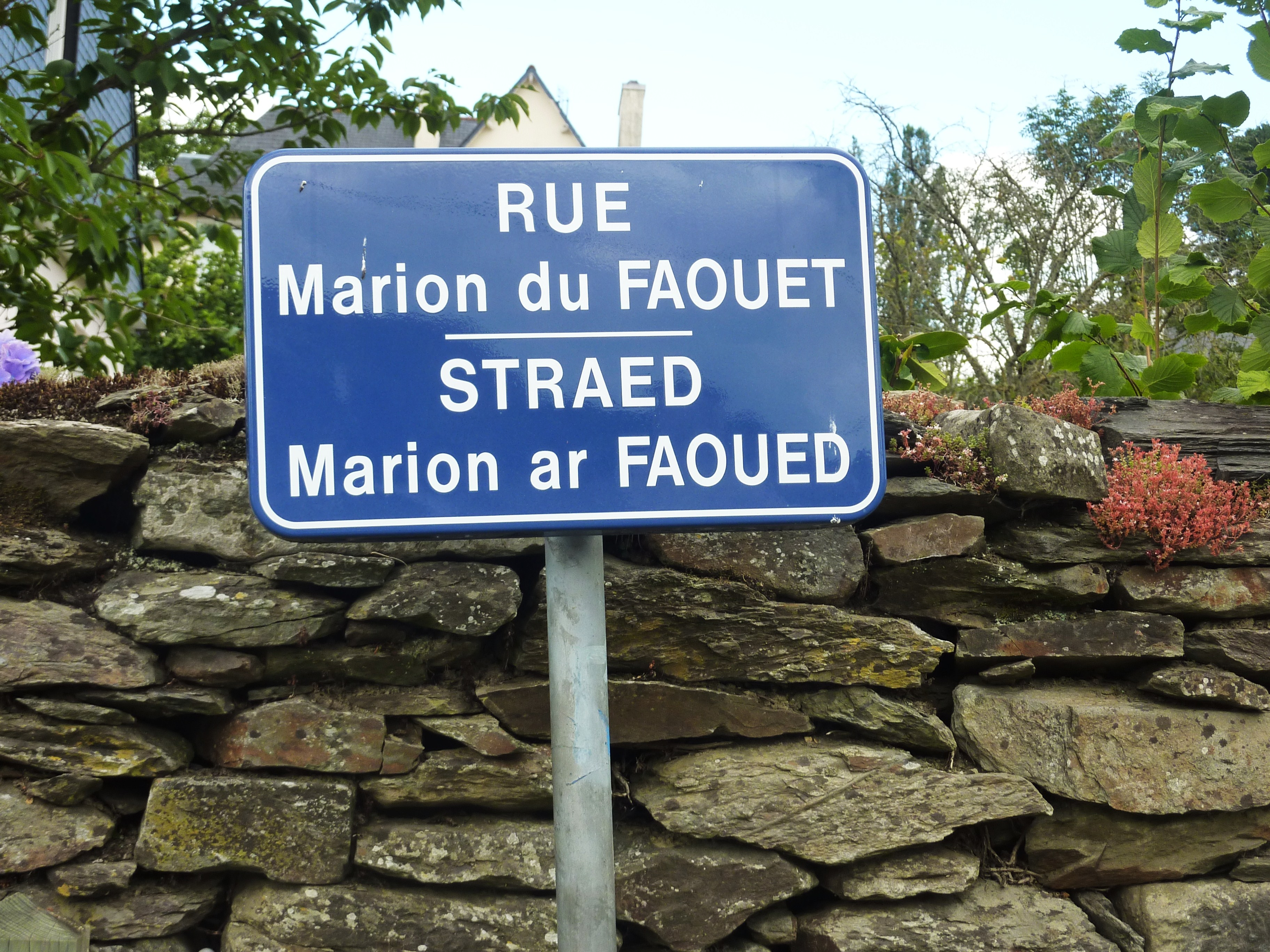
La rue Marion du Faouët à Carhaix-Plouguer

À l'instar du dauphinois Mandrin, ou du limousin Burgou, Marion du Faouët bénéficie d'une chronique populaire favorable, qui donne l'image naïve d'un « bon bandit », issu du peuple, ne volant que les riches et les « étrangers », protecteur des pauvres, et se jouant de l'autorité. Croyance naïve, puisqu'en réalité, voler des pauvres ne lui aurait rien rapporté.
Cette tradition populaire, qui ne semble pas être parfaitement en phase avec la réalité historique, fait de Marion une héroïne populaire et l'égérie d'un terroir.
Plusieurs localités du centre-ouest de la Bretagne lui attribuent des noms de rue. Une maison de quartier de Rennes, 10 allée Marion-du-Faouët, est baptisée Maison Marion-du-Faouët.
Les Rives ont écrit une chanson sur Marion, de même que Tri Yann, sur l'album Rummadoù (Générations).

### Filmographie
- Un téléfilm en deux parties, Marion du Faouët, chef des voleurs, est réalisé en 1997 par Michel Favart.

### Discographie
- Histoire et chanson de Marion du Faouët, Les Rives
- Marionig, sur l'album Emerald d'Alan Stivell, Keltia III, 2009.
- Complainte de Marion du Faouët, sur l'album Rummadoù (Générations) de Tri Yann, Marzelle Production, 2011.